# Casa Jacint Ratés
La casa Jacint Ratés és un edifici situat al carrer de Sant Pere Més Alt, 25 de Barcelona, catalogat com a bé amb elements d'interès (categoria C). Actualment és la seu del Centre Sant Pere Apòstol.

## Història
El 1705, Josep de Masdovelles-Vilafranca i Salbà, canonge i ardiaca major de la Seu d'Urgell, propietari d'una finca al carrer de Sant Pere Més Alt, va fer donació de tots els seus béns al notari Josep Brossa i Elias amb motiu del seu matrimoni amb la seva filla natural Isabel de Masdovelles. La seva filla Maria Teresa Brossa i de Masdovelles es va casar amb Jaume Tos i Romà, escrivà de cambra de la Reial Audiència de Catalunya, i l'hereu fou Joaquim Tos i Brossa, notari públic i escrivà de cambra de la Reial Audiència de Catalunya, succeït pel seu fill Jaume Tos i Urgellés, casat amb Maria Formentí.
El 1782, el seu fill Joaquim Tos i Formentí, també notari, va demanar permís per a remuntar-hi un tercer pis i fer-hi balcons. Casat amb Josepa Ravella i Baldrich, fou succeït per la seva filla Josepa Tos i Ravella, que el 1831 va vendre la propietat al metge Jacint de Ratés i de Babot (Malgrat de Mar, 1799-Barcelona, 1879). per 12.300 lliures.  Tot seguit, aquest va demanar permís per a fer-hi un nou coronament de la façana i convertir l'arc escarser del portal de l'esquerra en una linda, segons el projecte del mestre de cases Domènec Vidal. El 1871, la casa va ser novament reformada i ampliada per l'arquitecte Antoni Rovira i Trias.
El seu fill Josep de Ratés i de Vinyolas va seguir la professió de metge, i el 1877, en nom propi i com apoderat seu, va hipotecar la finca com a garantia d'un préstec de 70.000 pessetes d'Emília Vilardell i Dordal (†1918), al que el 1880 es va sumar un altre de 20.000. El 1884, Vilardell va demanar l'execució de la hipoteca, contra la que Teresa de Ratés i Puig, filla de Josep, va interposar un litigi que es va resoldre a favor de la primera, a qui el 1893 va ser adjudicada la propietat.
El 1925, la finca va ser adquirida per Francesc de Paula Codina i Sert, fundador del Centre de Sant Pere Apòstol, que hi va instal·lar la seu. El 1974, passà a les mans de l'Arquebisbat de Barcelona, i el 2010, va ser adquirida per l'Ajuntament de Barcelona, que entre 2014 i 2016 hi va realitzar diverses obres de condicionament dels espais interiors.

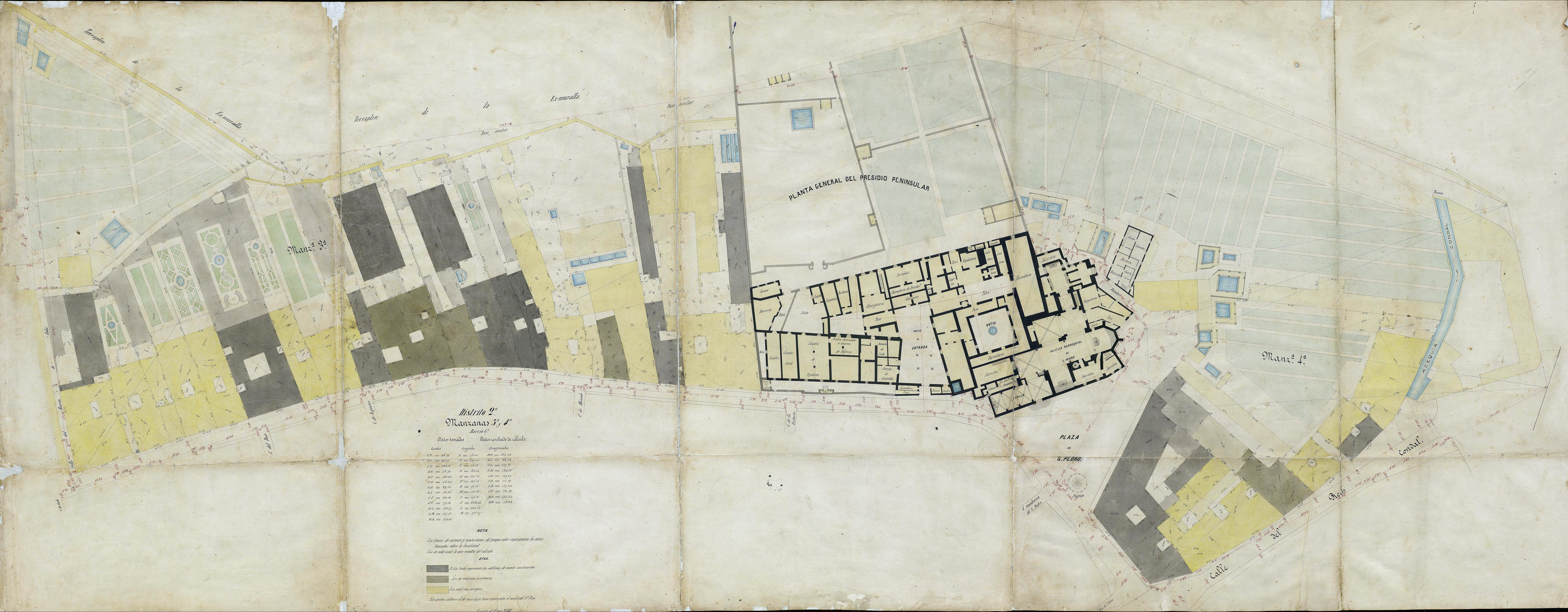
Quarteró núm. 40 de Garriga i Roca (c. 1860)

## Descripció
Edificat sobre una parcel·la molt profunda, la façana té balcons amb llosana de ferro i rajoles i cartel·les també de ferro, del segle xviii, però les obertures semicirculars de les golfes i la cornisa amb dentellons són fruit de la reforma del segle xix.